# Łokieć (Ukraina)
Łokieć (ukr. Лікоть) – część wsi Rybnik na Ukrainie w rejonie drohobyckim należącym do obwodu lwowskiego. Leży w specyficznym zakolu (łokciu) rzeki Stryj, około 2 km na wschód od Rybnika.
Dawniej samodzielna wieś i gmina jednostkowa w powiecie drohobyckim Królestwa Galicji i Lodomerii. W II RP już nie figuruje jako samodzielna gmina. W styczniu 1944 nacjonaliści ukraińscy z OUN-UPA zamordowali tutaj 20 Polaków, grabiąc i paląc ich gospodarstwa.
Po wojnie włączony do Związku Radzieckiego (Ukraińskiej SRR).